# Лоренсвілл (Нью-Джерсі)
Лоренсвілл (англ. Lawrenceville) — переписна місцевість (CDP) в США, в окрузі Мерсер штату Нью-Джерсі. Населення — 3751 особа (2020).

## Географія
Лоренсвілл розташований за координатами 40°18′10″ пн. ш. 74°44′17″ зх. д. / 40.30278° пн. ш. 74.73806° зх. д. (40.302787, -74.738004).  За даними Бюро перепису населення США в 2010 році переписна місцевість мала площу 2,70 км², з яких 2,70 км² — суходіл та 0,00 км² — водойми.

## Демографія
Згідно з переписом 2010 року, у переписній місцевості мешкало 3887 осіб у 1734 домогосподарствах у складі 1046 родин. Густота населення становила 1439 осіб/км².  Було 1805 помешкань (668/км²).
Расовий склад населення:
| - 85,2 % — білих - 7,8 % — азіатів - 4,0 % — чорних або афроамериканців - 0,1 % — корінних американців |

До двох чи більше рас належало 2,2 %. Частка іспаномовних становила 4,3 % від усіх жителів.
За віковим діапазоном населення розподілялося таким чином: 20,6 % — особи молодші 18 років, 67,1 % — особи у віці 18—64 років, 12,3 % — особи у віці 65 років та старші. Медіана віку мешканця становила 43,2 року. На 100 осіб жіночої статі у переписній місцевості припадало 82,5 чоловіків;  на 100 жінок у віці від 18 років та старших — 78,6 чоловіків також старших 18 років.
Середній дохід на одне домашнє господарство  становив 109 479 доларів США (медіана — 93 447), а середній дохід на одну сім'ю — 130 850 доларів (медіана — 111 378). Медіана доходів становила 91 290 доларів для чоловіків та 56 579 доларів для жінок. За межею бідності перебувало 2,7 % осіб, у тому числі 0,0 % дітей у віці до 18 років та 0,0 % осіб у віці 65 років та старших.
Цивільне працевлаштоване населення становило 2390 осіб. Основні галузі зайнятості: освіта, охорона здоров'я та соціальна допомога — 33,0 %, науковці, спеціалісти, менеджери — 12,6 %, виробництво — 10,3 %, роздрібна торгівля — 9,7 %.